# Juegos florales de Toulouse

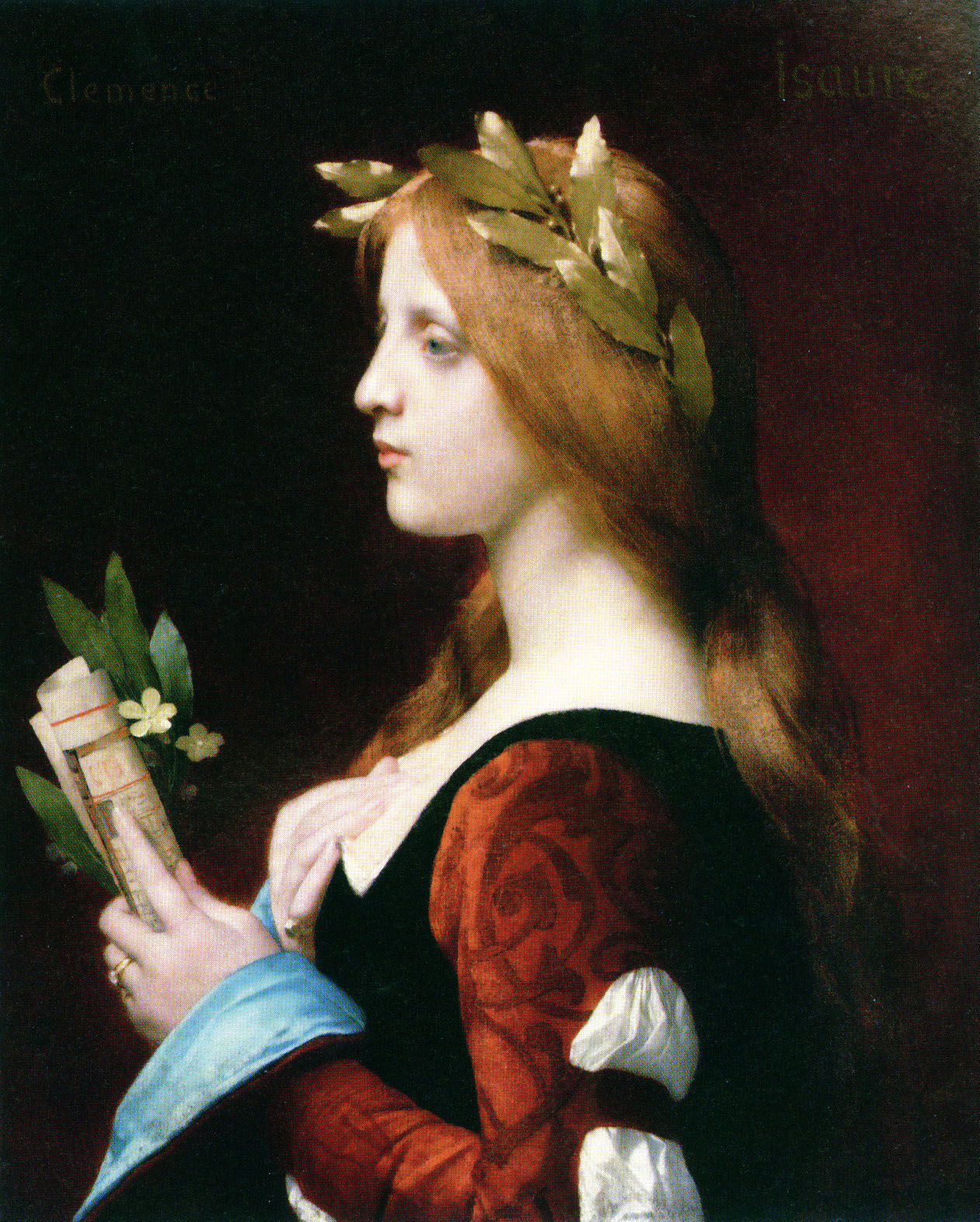
Clemence Isaure, promotora de los juegos florales

Los juegos florales son unos juegos públicos que se celebran en la ciudad de Toulouse en el Languedoc. 
Fueron instituidos en 1324, como se ve anotado en el registro de estos juegos, escrito en lengua provenzal y que afirma que hacia la fiesta de todos los santos del año antecedente de 1327, habiéndose congregado en un jardín del arrabal de Saint Esteban siete hombres de distinción de esa ciudad, apasionados por las bellas letras, resolvieron convidar por medio de una carta circular a todos los trovadores o poetas de las cercanías para que compareciesen en Toulouse el día primero de mayo siguiente, prometiéndoles se daría por premio una violeta de oro al que recitara los versos que se encontraran ser los mejores. 
Esta carta en rimas Provenzales (que se ve inscrita en este registro) fue enviada a todas las ciudades de Languedoc y agradó semejante proyecto de tal modo a los capítulos de Toulouse, que propuesto en un consejo de la ciudad fue resuelto se ejecutara a expensas del público, no solamente aquel año sino también todos los venideros. Pasado a esta ciudad gran número de poetas al tiempo señalado, se empleó el día primero de mayo en oír los versos que recitaron los poetas. El día siguiente examinaron los versos los referidos siete y dos de los capítulos y al tercer día se adjudicó públicamente el premio a Arnaudo Vidal de la ciudad de Castelnaudari, por un poema que había recitado en honor de la Santísima Virgen. El año figuiente por dar alguna forma de academia a la asamblea, se creó un canciller y un secretario. Era pues el oficio del primero fallar las poesías por las cuales habían merecido el premio sus aurores, siendo el del segundo escribir aquellos versos expresa y determinadamente sobre un registro. Desde entonces, tomaron los siete el nombre de mantenedores, como que les pertenecía el mantener aquel establecimiento. Se añadió después a la violeta otras dos flores, el escaramujo y la maravilla, para que sirviesen de segundo y tercer premio. Se estableció en adelante que pudiese el que hubiera ganado la violeta, pedir ser hecho bachiller, pero el que las tres flores, fuese graduado de doctor en alegre ciencia, si lo deseaba. 
Las letras de estos grados se expedían en verso con el sello del canciller. Les pedían en rimas el aspirante y el canciller en nombre de la sociedad, le respondía del mismo modo. Le daban también el bonete de doctor y se le ponía sobre la cabeza hablándole en rimas. Poco tiempo después, se encargó a Molinier, canciller de los juegos, que pusiese por escrito las fórmulas de esta ceremonia y le agregase un tratado de retórica y poesía sobre cuyos principios se juzga el mérito de los versos. Contiene este tratado muy bizarras expresiones. Se llamá en él la poesía ciencia alegre; el premio la joya y así para decir el premio de la violeta, se dice la joya de la violeta. La inclinación a la virtud tiene el nombre de amor. Esto expresado es el establecimiento de los juegos Florales, según refiere el registro o protocolo de Toulouse. 
Hay no obstante quienes anotan a estos juegos otra institución. En otro tiempo, dicen ellos, la mocedad del país y de las provincias se congregaban en esta ciudad en lugar selecto, en el cual se recitaban todas suertes de poesías y sobre todo, de cantos reales. Se hacía esto a principios del mes de mayo por espacio de tres días que una vez expirados, recogían los votos los ancianos para dar el premio. Aquel que discurrían ser merecedor, recibía una corona de laurel y se llamaba clamante fiel de la corte de amor. Había también damas que componían versos pero a fin de que no se creyese que la complacencia empeñaba a los jueces a serles favorables, renunciaban ellas el premio. 
Finalmente, mucho tiempo después y alrededor del año 1320, una mujer de distinción, llamada Clemence Isaure, formó el concepto de eternizar su memoria instituyendo una fiesta notable que se llama los juegos florales, la cual quiso que se celebrara el primero y el tercer día de mayo. Dejó para ello la mayor parte de su caudal a los señores de la ciudad bajo condición de que todos los años hiciesen cuatro flores plateadas, que serían la pajarilla, la maravilla, la vioeta y la clavelina. Las tres primeras son para los mozos, que se hallan dignos de merecerlas por sus obras. Son pues de un codo de alto representando con su esmalte y colorido la flor de que tienen el nombre, con pie de la misma materia, en el cual se ven grabadas las armas de la ciudad. La cuarta que es más pequeña que las otras es para los muchachos y se da por favor. La casa capitular que es bellísima, era la propia de esta señora. La dio pues para que en ella se celebrasen estos juegos con la plaza del mercado que se llama la Piedra. Toda esta relación es poco segura y es mucho mejor atenerse a lo que nos refiere el registro.

## Desarrollo
Se comienza esta ceremonia todos los años el primer día de mayo, por una misa solemne que se canta con música y a la cual asisten los magistrados de ciudad. Durante todo este día recita cada uno los versos que ha compuesto. El siguiente, no hay asamblea pero el otro que es el tercero del mes, se convida a las personas de mayor distinción de la ciudad a una espléndida comida, acabada la cual se examinan todas las obras recitadas y cada cual da su voto para el galardón. 
Asisten a ello siempre un presidente de mortier y cuatro consejeros del parlamento. Se encierran entre tanto en un salón todos aquellos que aspiran al premio trabaja cada uno en particular en el ensayo. Es pues un soneto que componen sobre un verso que se les da y por el cual están obligados a terminarlo. Estos diversos ensayos, al fin de los cuales cada autor escribe su nombre, sirven para determinar a los jueces que han de sentenciar acerca del premio. Después de que decidieron del todo, se les sirve una bella merienda y otra reparadamente a la mocedad que ha recitado los versos. Se pasa luego al salón donde está una estatua en un nicho contra la pared. Es de mármol blanco, coronada de flores y ceñida con una cintura también de flores que baja hasta sus pies. Los capítulos, en número de ocho se sientan en sus sillas ordinarias y los señores del parlamento toman sus lugares en el otro lado. Hace su arenga el caballero presidente tras lo cual un portero de cabildo llama en voz alta al que ha merecido el premio de la pajarilla; pasa a recibirla de mano del jefe del consistorio de la ciudad que preside los juegos. Toda la asamblea hace grandes aclamaciones acompañadas con clarines y trompetas y una sinfonía de violines y abués. Se tributan los mismos honores a aquellos que alcanzaron el premio de la maravilla y la violeta. Distribuidos los premios, los que los han ganado por merecidos, los acompañan hasta sus casas sus amigos con muchos guardias de la casa capitular y al son de la música. Se llaman maestros de los juegos Florales aquellos que consiguieron las tres flores. Todos los vencedores tienen derecho de asistir a las asambleas que se hacen para estos juegos y dar fus votos para los premios. 